# Benoit Tranquille Berbiguier
Benoit Tranquille Berbiguier (Caderousse, 21 dicembre 1782 – Pontlevoy, 20 gennaio 1835) è stato un flautista e compositore francese.

## Biografia
Ancora molto giovane, Berbiguier imparò a suonare il flauto traverso, il violino e il violoncello. Nel 1805, all'età di 23 anni, lasciò la casa di famiglia contro la volontà dei suoi genitori che lo volevano avvocato. Per studiare si iscrisse al Conservatoire National de Musique de Paris dove seguì il corso del flautista Johann Georg Wunderlich e quello di Henri-Montan Berton per l'armonia.
Poiché uno dei suoi amici, Pierre-Louis Hus-Desforges, era un violoncellista, Berbiguier compose numerosi duetti per flauto e violoncello. Scrisse anche quindici duetti, sette concerti, sei assoli e sette grandi sonate, oltre a variazioni, fantasie, trii e romanzi. Nel 1813 entrò nell'esercito e nel 1819, divenuto luogotenente, si congedò. Nel 1830 si stabilì a Pontlevoy dove incontrò di nuovo Pierre-Louis Hus-Desforges. I suoi studi per flauto furono pubblicati intorno al 1818, alcuni dei quali sono ancora usati oggi per l'apprendimento dello strumento.

## Opere
- 18 esercizi pour la flûte traversière
- 7 duetti, op. 28
- Duo, op. 76 n ° 1
- 3 grands duos, op. 61
- 6 duetti, op. 59
- 21 duetti semplici
- Ouverture dell'opera Semiramide di Gioacchino Rossini, arrangiamento per 3 flauti
- Méthode de flûte traversière
- Solo pour flûte
- Grandes études caractéristiques
- Nouvelle Méthode pour la Flûte